# 기하라 마사카즈
기하라 마사카즈(일본어: 木原 正和, 1987년 4월 19일 ~ )는 일본의 전 축구 선수이다.

## 구단 경력
과거 오미야 아르디자, 아비스파 후쿠오카에서 활동하였다.